# Вісая
Вісая — найбільш численна етнолінгвістична група Філіппін. Чисельність — 32,5 млн чол. Населяє острови центральної частини Філіппінського архіпелагу. Декілька мов об'єднані в групу мов вісая (бісая) в складі центрально-філіппінської гілки мов, відносяться до північної підгрупи індонезійської підгрупи малайсько-полінезійської групи австронезійської сім'ї мов. Користуються також тагальською і англійською. Більшість вісая — католики. Поширені також синкретичні культи, є трохи мусульман-сунітів і представників анімістичних вірувань.